# Ezcaba (lugar)
Ezcaba (en euskera: Ezkaba) es una localidad española de la Comunidad Foral de Navarra perteneciente al municipio de Ezcabarte. Está situado en la Merindad de Pamplona, en la Comarca de Ultzamaldea.

## Geografía física
El terreno es bastante escarpado y se forman abruptas brumas en invierno dando al pueblo un idílico paisaje pintoresco.

## Demografía
Su población en 2014 fue de 7 habitantes (INE). 